# 歐洲螯龍蝦
歐洲螯龍蝦（學名：Homarus gammarus）是螯龍蝦屬的一種龍蝦，為體型較大的甲殼類，體長可長至約60公分，重約5—6公斤，但自捕龍蝦器捕獲的個體一般僅長23—38公分，重0.7—2.2公斤。本種生長於水深0—150公尺的大陸棚區域（多生長於水深淺於50公尺處），偏好岩石等較硬的基質，居於洞中，並於夜間外出活動，以其他海洋無脊椎動物為食。歐洲螯龍蝦與同屬的美洲螯龍蝦外形相似且親緣關係接近，兩者在人工飼養時可以雜交 。
歐洲螯龍蝦最早於1758年由林奈發表描述於《自然系統》第十版，當時被分入黃道蟹屬中，名為Cancer gammarus；後來又有學者將其歸入螯虾属。1795年，弗里德里希·韦伯建立新屬螯龍蝦屬（Homarus）並以本種為模式種，正模標本是由利普克·霍爾特赫伊斯於1794年在瑞典外海採集，但今已不存。
歐洲螯龍蝦分布於東大西洋（北至挪威北部，南至摩洛哥與亞速群島，不包括波羅的海）、地中海與黑海西南部水域，最北的分布地點蒂斯峡湾與福爾達峽灣已在北極圈內。本種已因地理隔離而分化出四大族群，分別分布於大西洋、挪威北部、地中海（特別是愛琴海）以及荷蘭沿岸部分海域，後三者因有效族群較小，為適應當地環境已累積一定程度的遺傳變異。1904年至1914年歐洲殖民者可能曾嘗試將本種龍蝦與其他蝦蟹一起引入紐西蘭，但本種未在當地建立族群。
歐洲螯龍蝦在歐洲被作為高級的食材，可賣得高價。十七世紀的英格蘭民謠The Crabfish描述的應即是本種。2008年共有近4400公噸的歐洲螯龍蝦被捕獲，其中近八成為在英國海域捕獲。目前已有許多研究嘗試以水產養殖的方式飼養歐洲螯龍蝦。